# Tjaldavíkshólmur
Tjaldavíkshólmur est un îlot des îles Féroé appartenant à la commune d'Øravík. Sa superficie est de 0,075 km2.